# The Town – Stadt ohne Gnade
The Town – Stadt ohne Gnade (Originaltitel: The Town) ist ein Spielfilm des US-amerikanischen Regisseurs und Schauspielers Ben Affleck aus dem Jahr 2010. Die Handlung basiert auf Chuck Hogans Roman Endspiel (Prince of Thieves) und stellt eine Gruppe von Bankräubern in den Mittelpunkt, die vom Bostoner Stadtteil Charlestown aus agieren.
Der Film feierte seine Uraufführung im Rahmen der 67. Internationalen Filmfestspiele von Venedig am 8. September 2010. In Deutschland und der Schweiz erfolgte der Kinostart am 23. September 2010, in Österreich einen Tag später.

## Handlung
Ein kurzer Textvorspann verortet die Handlung in Boston, wo ein bestimmter Stadtteil angeblich mehr Bank- und Geldtransporträuber hervorgebracht hat als jede andere Gegend der Welt.
Eine schwerbewaffnete Bande aus dem alten Bostoner Arbeiterviertel Charlestown überfällt erfolgreich Banken und Geldtransporter, wobei die Tipps und Informationen für die Überfälle von dem als kleiner Blumenhändler getarnten, brutalen Gangsterboss Fergie kommen. Die Gruppe wird angeführt von Doug MacRay, dem Sohn des ehemaligen Bankräubers Stephen MacRay, der einst auch für Fergie Banken ausgeraubt hat. Weitere Mitglieder der Gruppe sind Albert und Desmond, zwei ebenfalls aus Charlestown stammende Freunde von Doug, sowie James Coughlin, bei dessen Familie Doug nach der Verhaftung seines Vaters, der ihn nach dem Tod der Mutter aufgezogen hatte, unterkam. Doug und James haben ein sehr brüderliches Verhältnis zueinander. So beging der zur Gewalt neigende James einst einen Mord, um Doug zu beschützen. Für diesen Mord ging James für neun Jahre ins Gefängnis.
Bei einem Banküberfall beschließt James, die Filialleiterin Claire Keesey zur Sicherheit als Geisel mitzunehmen. Da sie jedoch unentdeckt entkommen können, lassen sie sie kurze Zeit später wieder frei. Im Nachhinein stellt sich heraus, dass Claire ebenfalls in Charlestown wohnt. James will sie sicherheitshalber aus dem Weg räumen, doch Doug blockt ihn ab, indem er zunächst ihre Beschattung übernimmt. Dabei wird Doug jedoch zufällig von Claire angesprochen, und so entwickelt sich nach und nach eine Liebesbeziehung zwischen den beiden. James erfährt durch Zufall von der Beziehung, verheimlicht sie jedoch vor den anderen Mitgliedern der Gruppe.
Währenddessen versucht der FBI-Agent Adam Frawley, die Banküberfälle aufzuklären. Zwar kann er die Gruppe um Doug als die Bankräuber identifizieren, kann ihnen aber die Überfälle nicht nachweisen. Nach einem weiteren Überfall auf einen Geldtransporter, bei dem es zu Schusswechseln mit der Polizei kam, ändern sich die Pläne von Doug. Er will aussteigen und mit Claire weitab ein neues Leben beginnen. James fühlt sich von Doug im Stich gelassen und ist enttäuscht von ihm. Gangsterboss Fergie erpresst Doug, trotzdem beim nächsten Überfall mitzumachen: Er droht damit, Claire umzubringen. Außerdem erzählt Fergie Doug, dass er damals Dougs Mutter drogensüchtig machte, als Dougs Vater aussteigen wollte, und so ihren Tod verursachte. Doug lässt sich erpressen und sagt zu, sich an einem weiteren Überfall, auf das Baseballstadion Fenway Park, zu beteiligen. Claire erfährt unterdessen durch Frawley von Dougs Identität als Bankräuber und will nichts mehr von ihm wissen. Eine spätere Aussprache zwischen den beiden zeigt aber, dass sie sich immer noch lieben.
Frawley gelingt es durch die Erpressung von Dougs Ex-Freundin Krista, James’ Schwester, den Ort des nächsten Überfalles zu ermitteln. Zwar gelingt der Überfall, die Gruppe wird aber vom FBI umstellt. Bei einem ersten Feuergefecht wird Desmond von den Sondereinsatzkräften erschossen. Indem sich Albert opfert, gelingt es Doug und James, der Polizei zunächst zu entkommen. James wird jedoch kurz darauf von Frawley gestellt. Nach einiger Überlegung kündigt er sein Aufgeben an, nur um gleich darauf scheinbar das Feuer auf die Polizisten wiederaufzunehmen, obwohl er keine Munition mehr hat – er will lieber sterben, als zurück ins Gefängnis zu gehen. Dabei wird er von der Polizei erschossen.
Doug gelingt als Einzigem die Flucht. Nachdem er den Gangsterboss und dessen Leibwächter erschossen hat, möchte er immer noch mit Claire ein neues Leben beginnen, muss jedoch feststellen, dass diese vom FBI gezwungen wird, ihn in eine Falle zu locken. Sie warnt ihn, ohne dass das FBI es merkt. Er verlässt die Stadt alleine und hinterlässt ihr eine Tasche mit einem Teil seines erbeuteten Vermögens, einem Liebesbrief und einer Mandarine. Die Mandarine (engl. tangerine) ist ein Hinweis auf den Geburtsort von Dougs Mutter, Tangerine in Orange County, von dem er Claire zuvor erzählt hatte. Die letzten Einstellungen des Films zeigen Doug in einem abgeschiedenen Haus an einem See im Süden, wie er auf ein Wiedersehen mit Claire „in dieser oder der nächsten Welt“ wartet.
In der Extended-Cut-Fassung mit alternativem Ende wird Doug beim Versuch, die Stadt zu verlassen, von den Gangstern erschossen, welche Doug zuvor zusammen mit James verprügelt hatte.

## Rezeption

### Einspielergebnisse
Der Film spielte in seiner ersten Woche in den USA ca. 23,8 Millionen US-Dollar ein, in der zweiten Woche bei einem Abfall von 34,5 Prozent ca. 15,6 Millionen Dollar. Insgesamt spielte der Film bei einem Budget von geschätzten 37 Millionen US-Dollar weltweit ca. 154 Millionen Dollar ein, davon etwa 92 Millionen Dollar in den USA.

### Kritiken
Der Film erhielt generell gute Kritiken. Die Filmzeitschrift Cinema bezeichnet The Town als besten Actionfilm seit Heat, der Regisseur habe „die richtige Mischung aus Action und Drama, aus Thriller und Romanze gefunden, die den Zuschauer gleichzeitig fesselt und mitfühlen lässt“. Gelobt wird die leidenschaftliche Schauspielleistung der Darsteller. Ben Affleck prophezeit sie eine große Regiekarriere.
Die TV Direkt schrieb in ihrer Bewertung: „Ein starkes Stück Kino! Affleck wird als Regisseur immer besser“. TV Movie lobte den Film als „Ausnahme-Thriller“. Von der Hörzu wird The Town als „Packende Gangsterballade“ empfohlen.
Der Metascoredienst Internet Movie Database ermittelte 7,6 von 10 positive Stimmen für The Town. Rotten Tomatoes verzeichnet eine Kritikerwertung von 92 %, basierend auf 235 Kritiken. Gleichzeitig bewerteten 85 % des Publikums den Film als positiv. Bei Metacritic erhielt er eine Bewertung von 74 %, basierend auf 42 Kritiken.

„The Town gehört zur raren Spezies von Genre-Filmen für Erwachsene, voller fesselnder Charaktere und großartiger Darstellerleistungen. […] Ben Affleck ist im Begriff, ein großer Regisseur zu werden.“

### Auszeichnungen
Das Schauspielensemble des Films wurde 2010 mit dem National Board of Review Award ausgezeichnet und für den Broadcast Film Critics Association Award und den Washington D.C. Area Film Critics Association Award nominiert. Jeremy Renner erhielt Oscar-, Screen-Actors-Guild-Award-, Satellite-Award- und Golden-Globe-Nominierungen als bester Nebendarsteller.
Der Film erhielt Satellite-Award-Nominierungen in den Kategorien: Bester Film (Drama), Beste Regie, Bestes Drehbuch und Bester Schnitt.
Es war Pete Postlethwaites vorletzter Film. Er war bereits vom Krebs gezeichnet und verstarb Anfang 2011. 2011 wurde er postum für den BAFTA-Award als bester Nebendarsteller nominiert.

### Veröffentlichung auf DVD und Blu-ray Disc
In Deutschland erschien The Town – Stadt ohne Gnade am 24. Januar 2011 auf DVD und Blu-ray Disc. Die Blu-ray-Version enthält neben der Kinofassung einen 30 Minuten längeren Extended Cut, welcher einige neue sowie geänderte Szenen enthält, jedoch über keine deutsche Tonspur verfügt.
Zusätzlich erschien eine dritte Schnittfassung auf Blu-ray, welche in Deutschland am 7. September 2012 als „Premium Collection“ veröffentlicht wurde. Diese enthält zusätzlich zu den beiden Schnittfassungen der ursprünglichen Blu-ray-Veröffentlichung den Extended Cut mit alternativem Ende. Auch zu dieser Fassung ist keine deutsche Tonspur vorhanden.